# Окчхон
Окчхо́н (кор. 옥천군?, 沃川郡?, Okcheon-gun) — уезд в провинции Чхунчхон-Пукто, Южная Корея.

## История
История человеческих поселений на территории современного Окчхона восходит к древенекорейскому государству Силла. Тогда здесь располагался уезд Косисан (Косисангун). В эпоху позднего Силла название было изменено на Квансон (Квансонгун). В эпоху династии Корё эта местнасть вошла в состав района Сонджу. Название «Окчхон» появилось в эпоху династии Чосон, во время правления вана Тхэджона, когда была образована административная единица статуса хён (Окчхонхён) путём слияния трёх хёнов: Исана, Аныпа и Ансана. В XX веке Окчхон получил статус уезда (кун или гун).

## География
Уезд расположен в южной части провинции Чхунчхон-Пукто, на севере граничит с уездом Поын, на юге — с уездом Йондон, на востоке — с городом Тэджоном, на юго-востоке — с провинцией Чхунчхон-Намдо, на западе — провинцией Кёнсан-Пукто. Общая площадь уезда составляет 537,13 км², из которых 351,04 км² покрыто лесами. Площадь сельскохозяйственных угодий составляет 108,4 км², половина этой площади используется под выращивание риса. Ландшафт уезда сформирован невысокими отрогами горного хребта Собэксан, высочайшие горы Соннисан, Содэсан, Кымджоксан и Хвансан. Крупнейшая река уезда — Кымган.

## Административное деление
Окчхон административно делится на 1 ып и 8 мён:
| Название   | Хангыль | Площадь, км² | Население, чел | Внутреннее деление |
| ---------- | ------- | ------------ | -------------- | ------------------ |
| Окчхонып   | 옥천읍  | 46,8         | 30 049         | 21 ри              |
| Аннаммён   | 안남면  | 31,78        | 1 638          | 7 ри               |
| Аннэмён    | 안내면  | 64,32        | 2 227          | 13 ри              |
| Ивонмён    | 이원면  | 66,33        | 5 190          | 15 ри              |
| Кунбукмён  | 군북면  | 65,59        | 3 218          | 14 ри              |
| Кунсомён   | 군서면  | 45,95        | 2 618          | 10 ри              |
| Тонъимён   | 동이면  | 60,19        | 3 567          | 10 ри              |
| Чхонсанмён | 청산면  | 72,47        | 3 968          | 18 ри              |
| Чхонсонмён | 청성면  | 82,9         | 2 765          | 17 ри              |

## Туризм и достопримечательности
Культурные
Культурное наследие в Окчхоне включает несколько предметов, входящих в списки материального наследия Кореи:
- Две трёхэтажные каменные пагоды в буддийском храме Йонгамса. Представляют собой памятник каменного зодчества эпохи позднего Силла или раннего Корё. Входят в список государственного материального наследия под номером 1388.
- Каменное изображение Будды в храме Йонгамса. Будда высечен в скале, высота изображения — 297 сантиметров. Изваяние входит в список культурного наследия провинции Чхунчхон-Пукто под номером 17.
- Дольмен в местечке Соктанни. Датируется 4-5 вв до н. э. Входит в список культурного наследия провинции Чхунчхон-Пукто под номером 10.
- Другие предметы, прежде всего старинные постройки на территории уезда.

Природные
Природные достопримечательности Окчхона:
- Гора Чаннёнсан — оборудована для занятий горным туризмом. Проложено несколько горных маршрутов общей длиной около 6 километров, спортивная площадка и бассейн.
- Парк культуры и отдыха в Чангери — крупный парк, на территории которого имеется музей, парк аттракционов, кафе и рестораны.

## Города-побратимы
Окчхон имеет ряд городов-побратимов:
Внутри страны
- Пучхон — с 2002.
- Тонку (город Тэджон) — с 2000.

За рубежом
- Гонохэ (префектура Аомори), Япония — с 1997.

## Известные жители
В Окчхоне (на его территории) жило несколько известных людей:
- Ким Мунги — философ, писатель и государственный деятель эпохи ранней династии Чосон. Был советником вана Седжона. Родился на территории Ивонмёна.
- Чо Хон — воевода, герой Имджинской войны, предводитель королевской гвардии. Похоронен в местечке Тононни в Аннаммёне.
- Чон Джиён — поэт первой половины XX века. Родился в Окчхоне в деревне Хагери.